# كاتوبار

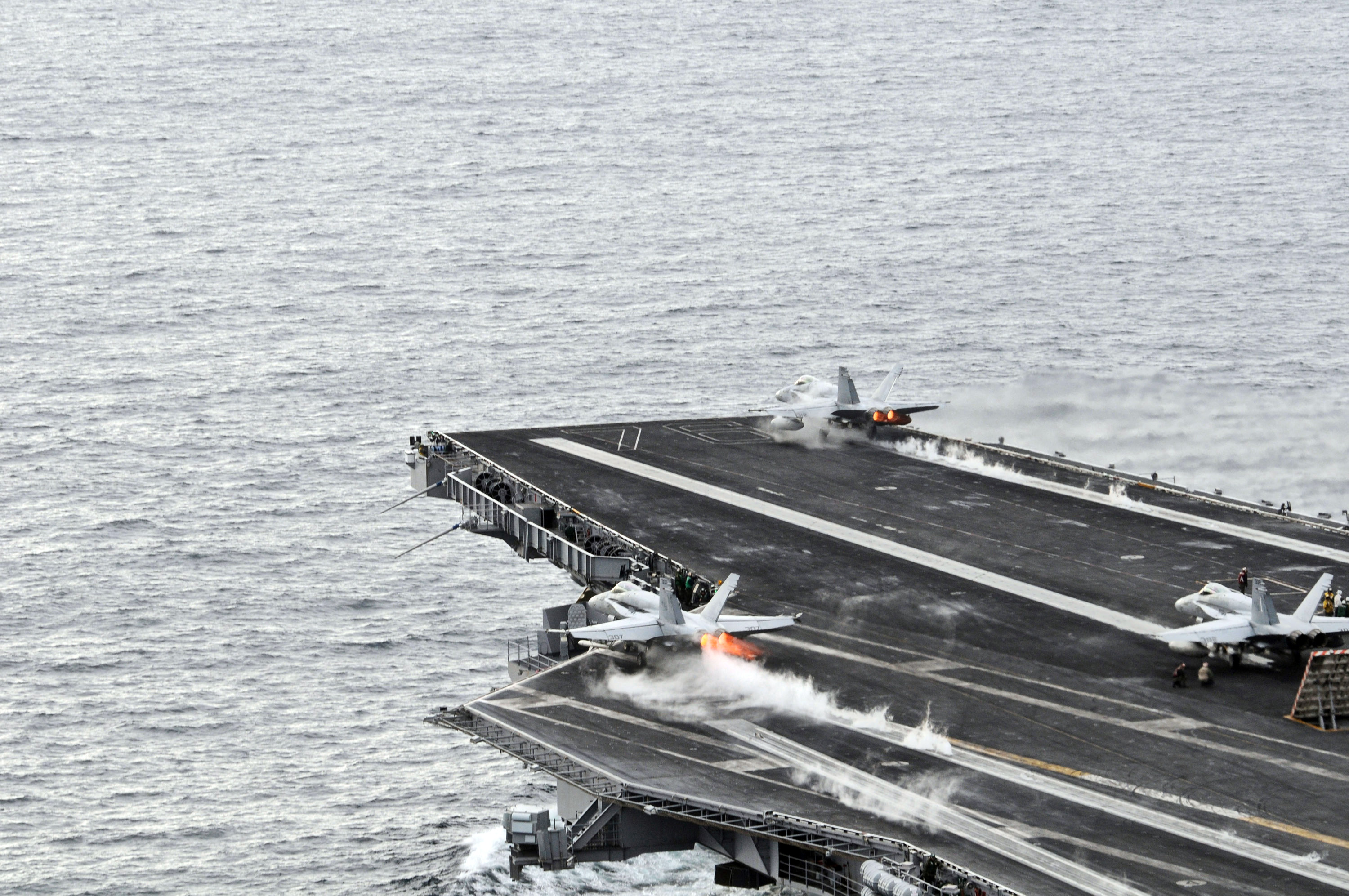

كاتوبار (بالإنجليزية: CATOBAR اختصارًا لـ Catapult Assisted Take Off But Arrested Recovery) هو نظام يستخدم لتشغيل واسترجاع الطائرات من على سطح حاملة الطائرات. من أجل توفير المال، حاملات الطائرات برتبة الملكة إليزابيث البريطانية بالأصل خُطط لبنائها كحاملات طائرات ستوفل تشغل الـ F-35B Lightning II، لكن بعد مراجعة استراتيجية الدفاع والأمن، إنهم الآن حاملات طائرات كاتوبار قادرات على استيعاب الـF-35C الذي لا يستطيع ستوفل استيعابه. ثاني حاملات طائرات فيكرانت الهندية مُخطط صنعها لتزن 65،000 طن واستخدام مقاليع البخار.